# Robert Kroetsch
Robert Kroetsch (26 de junio de 1927 - 21 de junio de 2011) fue un novelista, poeta y escritor canadiense. En sus ensayos ficticios y críticos, como también en el diario que él cofundó, Boundary 2, fue la figura más influyente de Canadá en introducir ideas sobre la posmodernidad. Nació en Heisler, Alberta. Comenzó su carrera académica en la Universidad Binghamton; después de regresar a Canadá a mitad de los años setenta, enseñó en la Universidad de Manitoba. Kroetsch pasó varios años en Vancouver, Columbia Británica, antes de regresar a Winnipeg, luego para retirarse en Alberta, donde continuó escribiendo. En 2004 fue hecho oficial del Orden de Canadá.

### Novelas
- But We Are Exiles - 1965
- The Words of My Roaring - 1966
- The Studhorse Man - 1969
- Gone Indian - 1973
- Badlands - 1975
- What the Crow Said - 1978
- Alibi - 1983
- The Puppeteer - 1992
- The Man from the Creeks - 1998

### Poesía
- The Stone Hammer Poems - 1975
- The Ledger - 1975
- Seed Catalogue - 1977
- The Sad Phoenician - 1979
- The Criminal Intensities of Love as Paradise - 1981
- Field Notes: Collected Poems - 1981
- Advice to My Friends - 1985
- Excerpts from the Real Worlds: A Prose Poem in Ten Parts - 1986
- Completed Field Notes: The Long Poems of Robert Kroetsch - 1989
- The Hornbooks of Rita K - 2001
- The Snowbird Poems - 2004
- Too Bad: Sketches Toward a Self-Portrait - 2010
- I'm Getting Old Now- desconocida

### Otros
- Alberta - 1968
- The Crow Journals - 1980
- Labyrinths of Voice: Conversations with Robert Kroetsch - 1982
- Letter to Salonika - 1983
- The Lovely Treachery of Words: Essays Selected and New - 1989
- A Likely Story: The Writing Life - 1995
- Abundance: The Mackie House Conversations about the Writing Life - 2007 (con John Lent)